# مقاطعة بورهكبا
مقاطعة بورهكبا (بالصومالية: Degmada Buurhakaba)‏ هي إحدى مقاطعات محافظة باي جنوب الصومال، عاصمتها بورهكبا.

## روابط خارجية
- مقاطعات الصومال
- الخريطة الإدارية لمقاطعة بورهكبا